# Tiphaine Mauchant
Tiphaine Mauchant (née le 5 avril 2001 à Soissons) est une athlète française spécialiste du saut en longueur.

## Biographie
Elle remporte le titre du saut en longueur lors des championnats de France en salle 2023, avec la marque de 6,56 m.

## Palmarès
| Date | Compétition                     | Lieu    | Résultat | Temps  |
| ---- | ------------------------------- | ------- | -------- | ------ |
| 2019 | Championnats de France en salle | Miramas | 2e       | 6,36 m |
| 2022 | Championnats de France en salle | Miramas | 3e       | 6,31 m |
| 2023 | Championnats de France en salle | Aubière | 1re      | 6,56 m |

## Records
| Épreuve          | Épreuve   | Temps  | Lieu   | Date            |
| ---------------- | --------- | ------ | ------ | --------------- |
| Saut en longueur | Plein air | 6,63 m | Épinal | 24 juillet 2022 |
| Saut en longueur | Salle     | 6,61 m | Amiens | 4 février 2023  |